# Drepanopterula zanoni
Drepanopterula zanoni là một loài bướm đêm trong họ Geometridae.